# Karl Frendl
Karl Frendl (16. října 1827 Jihlava – 27. února 1913 Brno) byl rakouský právník a politik německé národnosti z Moravy; poslanec Moravského zemského sněmu.

## Biografie
Narodil se v Jihlavě. Jeho otec byl radou vrchního zemského soudu. Vystudoval gymnázium v Brně a vysokoškolská studia na univerzitě v Olomouci. Pak nastoupil k finanční prokuratuře v Brně na praxi. V roce 1857 získal notářské místo. Od roku 1871 byl členem notářské komory a po jistou dobu i jejím prezidentem. V roce 1901 odešel na odpočinek. Byl veřejně a politicky aktivní. Od roku 1861 zasedal v brněnském obecním výboru a setrval v něm až do roku 1893.
V 60. letech se zapojil i do vysoké politiky. V zemských volbách v březnu 1867 byl zvolen na Moravský zemský sněm, za kurii městskou, obvod Boskovice, Jevíčko, Konice, Tišnov. Mandát zde obhájil i v zemských volbách 1870. V zemských volbách v září 1871 uspěl za městskou kurii, obvod Moravská Třebová, Svitavy, Březová. Poslanecké křeslo tu obhájil v zemských volbách v prosinci 1871, zemských volbách 1878, zemských volbách 1884 a zemských volbách 1890. V roce 1878 se uvádí jako kandidát tzv. Ústavní strany (liberálně a centralisticky orientovaná). Byl tehdy notářem v Brně. Uváděl se jako člen Německé pokrokové strany, která vznikla od 90. let formálně jako nástupkyně volněji organizované Ústavní strany. Od roku 1868 byl členem Moravského zemského výboru, který ho roku 1872 delegoval do zemské školní rady. V těchto pozicích setrval až do roku 1896.
Zemřel v únoru 1913 ve věku 86 let.
Jeho bratrem byl advokát Josef Frendl (zemřel roku 1915), předák Němců v Uherském Hradišti.